# Dolichognatha mapia
Dolichognatha mapia är en spindelart som beskrevs av Antonio D. Brescovit och Cunha 200. Dolichognatha mapia ingår i släktet Dolichognatha och familjen käkspindlar. Inga underarter finns listade i Catalogue of Life.